# Guy Ignolin
Guy Ignolin (Vernou-sur-Brenne, 14 novembre 1936 – Lannion, 15 dicembre 2011) è stato un ciclista su strada francese, professionista dal 1959 al 1967 e vincitore di tre tappe alla Vuelta a España e due al Tour de France.
Corridore con doti di velocista, vinse anche tre edizioni del Circuit d'Auvergne, un Grand Prix de Fourmies, un Tour du Morbihan e un Circuit de l'Aulne.

## Piazzamenti

### Grandi Giri
- Giro d'Italia

1964: 74º
- Tour de France

1961: 59º
1962: 78º
1963: 37º
1967: ritirato
- Vuelta a España

1961: ritirato
1963: 38º
1965: ritirato

### Competizioni mondiali
- Campionati del mondo

Salò 1962 - In linea Professionisti: ritirato
Ronse 1963 - In linea Professionisti: 17º